# Tōru Fujisawa
Tōru Fujisawa (jap. 藤沢 とおる, Fujisawa Tōru; * 12. Januar 1967 in Hokkaidō, Japan) ist ein japanischer Manga-Zeichner. Er arbeitet für den Kodansha-Verlag.

## Leben
Er studierte an der Kamakura Gakuen. Seinen ersten Manga veröffentlichte der Zeichner, der von Tatsuya Egawa, dem Autor von Golden Boy und anderen Seinen-Manga, beeinflusst wurde, mit der Kurzgeschichte Love You 1989 im Manga-Magazin Magazine Fresh!. Noch im selben Jahr begann er, seinen ersten längeren Manga mit dem Titel Adesugata Junjō Boy für das Shōnen Magazine zu zeichnen, in dem unter anderem auch Hajime no Ippo von George Morikawa und Love Hina von Ken Akamatsu erschienen.
Von 1990 bis 1996 arbeitete er an Shōnan Jun’ai-gumi!, das über 5000 Seiten umfasst. Zwischen 1994 und 1997 sind in Japan fünf Episoden einer Original Video Animation auf Basis dieses Mangas erschienen. Eine Art Nachfolger zu Shōnan Jun'ai-gumi! stellt seine nächste Manga-Serie, Great Teacher Onizuka, dar, die zu seinem bislang größten Erfolg wurde. Darin schildert er das Leben eines jungen, arbeitslosen Mannes, der eine Anstellung als Lehrer bekommt. Der Manga, oft als GTO abgekürzt, wurde in eine 43-teilige Anime-Serie und in ein 12-teiliges Fernsehdrama verfilmt. Fujisawa gewann für Great Teacher Onizuka, das 2002 nach über 4500 Seiten endete, 1998 den Kodansha-Manga-Preis in der Kategorie Shōnen.
Seit dem Abschluss von Great Teacher Onizuka hat Fujisawa unter anderem Rose Hip Rose für das Manga-Magazin Young Magazine Uppers gezeichnet. Die Geschichte führte er in Rose Hip Zero und Magnum Rose Hip fort. Während sein Baseball-Manga Wild Baseballers wie auch die meisten seiner anderen Werke im Shōnen Magazine erstveröffentlicht wurde, erschien Tokkō, zu dem 2006 eine 13-teilige Anime-Adaption entstand, von 2003 bis 2004 im Afternoon-Magazin, das sich an eine ältere Leserschaft richtet.
Seine Werke werden unter anderem ins Deutsche, Englische, Französische, Italienische, Chinesische, Polnische und Schwedische übersetzt.

## Werke
- Love You, 1989
- Adesugata Junjō Boy (艶姿純情BOY), 1989
- Shōnan Jun’ai-gumi! (湘南純愛組!), 1991–1996
- Great Teacher Onizuka (グレート・ティーチャー・オニヅカ, Gurēto Tīchā Onizuka), 1997–2002
- Bad Company, 1997
- Rose Hip Rose (ロズ ヒップ ロズ, Rozu Hippu Rozu), 2002–2003
- Wild Baseballers, 2003–2004
- Himitsu Sentai Momoider (ひみつ戦隊モモイダー), 2003
- Tokkō, 2003–2004
- Rose Hip Zero, 2005–2006
- Magnum Rose Hip, seit 2006
- Kamen Teacher (仮面ティーチャー, 2006–2007, Weekly Young Jump, Shueisha)
- Reverend D (2006-, Monthly Comic REX, Ichijinsha)
- Animal Joe (アニマルJOE, 2006/2008, Big Comic Spirits, Shogakukan)
- GTO - Shonan 14 Days (2009 -, Shonen Magazine)

| Personendaten    | Personendaten              |
| ---------------- | -------------------------- |
| NAME             | Fujisawa, Tōru             |
| ALTERNATIVNAMEN  | 藤沢 とおる (japanisch)    |
| KURZBESCHREIBUNG | japanischer Manga-Zeichner |
| GEBURTSDATUM     | 12. Januar 1967            |
| GEBURTSORT       | Hokkaidō, Japan            |